# Michael Schäfer
Michael Schäfer (ur. 25 stycznia 1959 w Rødovre) – duński piłkarz i trener piłkarski. Trzykrotny reprezentant Danii.

## Kariera klubowa
Schäfer był zawodnikiem młodzieżowych drużyn BK Avarta oraz Lyngby BK. W karierze seniorskiej występował wyłącznie w barwach Lyngby. Był piłkarzem tego klubu w latach 1977–1991. Rozegrał w nim łącznie 482 spotkania, w których strzelił 59 goli. Daje mu to pierwsze miejsce pod względem liczby występów w Klub100 Lyngby. W większości meczów pełnił funkcję kapitana zespołu. Schäfer zdobył z nim mistrzostwo Danii w 1983 oraz trzy puchary kraju w 1984, 1985 i 1990.

## Kariera reprezentacyjna
Schäfer występował w reprezentacjach Danii U-19 oraz U-21. W pierwszej reprezentacji zadebiutował 12 lipca 1980 w przegranym 0:2 meczu z ZSRR. Łącznie w duńskiej kadrze narodowej rozegrał 3 spotkania w latach 1980–1983.

## Kariera trenerska
Po zakończeniu kariery zawodniczej, w 1991 Schäfer został asystentem trenera Kenta Karlssona w Lyngby. W 1992 doprowadzili zespół do mistrzostwa Danii. W tym samym roku Schäfer został głównym trenerem Lyngby. Tę funkcję pełnił do lata 1995, kiedy przeszedł do FC Kopenhaga. Pierwotnie miał pracować w tym zespole przez pół roku, ponieważ wcześniej podpisał obowiązujący od początku 1996 kontrakt z Akademisk BK, jednak we wrześniu 1995 został zwolniony z umowy z „Akademikerne”. Ostatecznie Schäfer trenował FC Kopenhagę do lata 1996, kiedy trafił do Ølstykke FC. W 1998 spadł z zespołem z 1. division. Po spadku opuścił Ølstykke. Następnie w latach 1998–2001 był pierwszym trenerem Fremad Amager. Z tego klubu również odszedł po spadku do trzeciej ligi duńskiej. Później trenował BK Avarta (2002–2005), Boldklubben af 1893 (2006–2007) oraz był asystentem Flemminga Christensena w Akademisk BK (2007–2010).

## Upamiętnienie
W 2023 imieniem Michaela Schäfera została nazwana główna zachodnia trybuna Lyngby Stadion.